# F3J
F3J ist eine Wettbewerbsklasse im internationalen Luftsport. Das Reglement wird für diese Wettbewerbe von der Fédération Aéronautique Internationale in Übereinstimmung mit den Landesverbänden festgelegt. Dabei steht der Buchstabe F für die Sparte Modellflug, die Zahl 3 für den funkferngesteuerten Modellflug und J für Thermik-Dauerflug.
Seit 1993 existiert offiziell die Wettbewerbsklasse F3J. Eine erste Europameisterschaft wurde 1997 im slowakischen Poprad ausgerichtet. Europameister in der Seniorenwertung wurde Alex Hoekstra (NED) und in der Juniorenwertung Kai Thomas (GER). Seit 1998 finden zweijährlich Weltmeisterschaften statt. Neben den Europa- und Weltmeisterschaften gibt es die jährliche F3J-Euro-Tour. Diese umfasst mehrere Wettbewerbe in Deutschland und europäischem Ausland.
Bei den Meisterschaften wird neben der Seniorenwertung eine Jugendwertung und jeweils eine Mannschaftswertung ausgeflogen. Das Ziel ist, mit einem funkferngesteuerten Segelflugmodell nach einem Hochstart einen Flug von 10 Minuten Dauer zu erreichen. Dieser wird durch eine Ziellandung abgeschlossen. Pro Wettbewerb darf jeder Teilnehmer bis zu drei Modelle einsetzen.

## Weltmeisterschaften
- Die erste Weltmeisterschaft wurde 1998 im Ursprungsland England ausgetragen.[3] Weltmeister bei den Senioren wurde der Amerikaner Joe Wurtz und bei den Junioren Reinhard Vallant aus Deutschland.
- 2000 ist die Weltmeisterschaft in Korfu, Griechenland veranstaltet worden. Weltmeister bei den Senioren wurde der Tscheche Jan Kohout und bei den Junioren Eiko Hasemann.
- Die folgende Weltmeisterschaft 2002 wurde vom 5. bis 10. August in Lappeenranta, Finnland veranstaltet. Weltmeister bei den Junioren wurde Tobias Lämmlein.[4] Weltmeister bei den Senioren wurde der Kanadier Arend Borst.[5]
- Im Jahr 2004 fanden die Weltmeisterschaften in Red Deer, Kanada statt. Philip Kolb wurde Mannschaftsweltmeister und belegte den 3. Platz in der Einzelwertung. Der Australier David Hobby wurde Weltmeister bei den Senioren.
- 2006 wurde die Weltmeisterschaft in Martin, Slowakei ausgetragen. Philip Kolb wurde erneut Mannschaftsweltmeister.[6] Der Australier David Hobby konnte seinen Seniorentitel verteidigen.
- Die Weltmeisterschaften 2008 fanden in Adapazarı, Türkei statt. Einzelweltmeister wurde Benedikt Feigl.[7]
- Die Weltmeisterschaften 2010 fanden vom 29. Juli bis zum 8. August auf dem Flughafen Dole-Jura, Frankreich statt.[8] Weltmeister bei den Senioren wurde der Amerikaner Daryl Perkins mit 10989,2 Punkten.